# 에식스 대학교

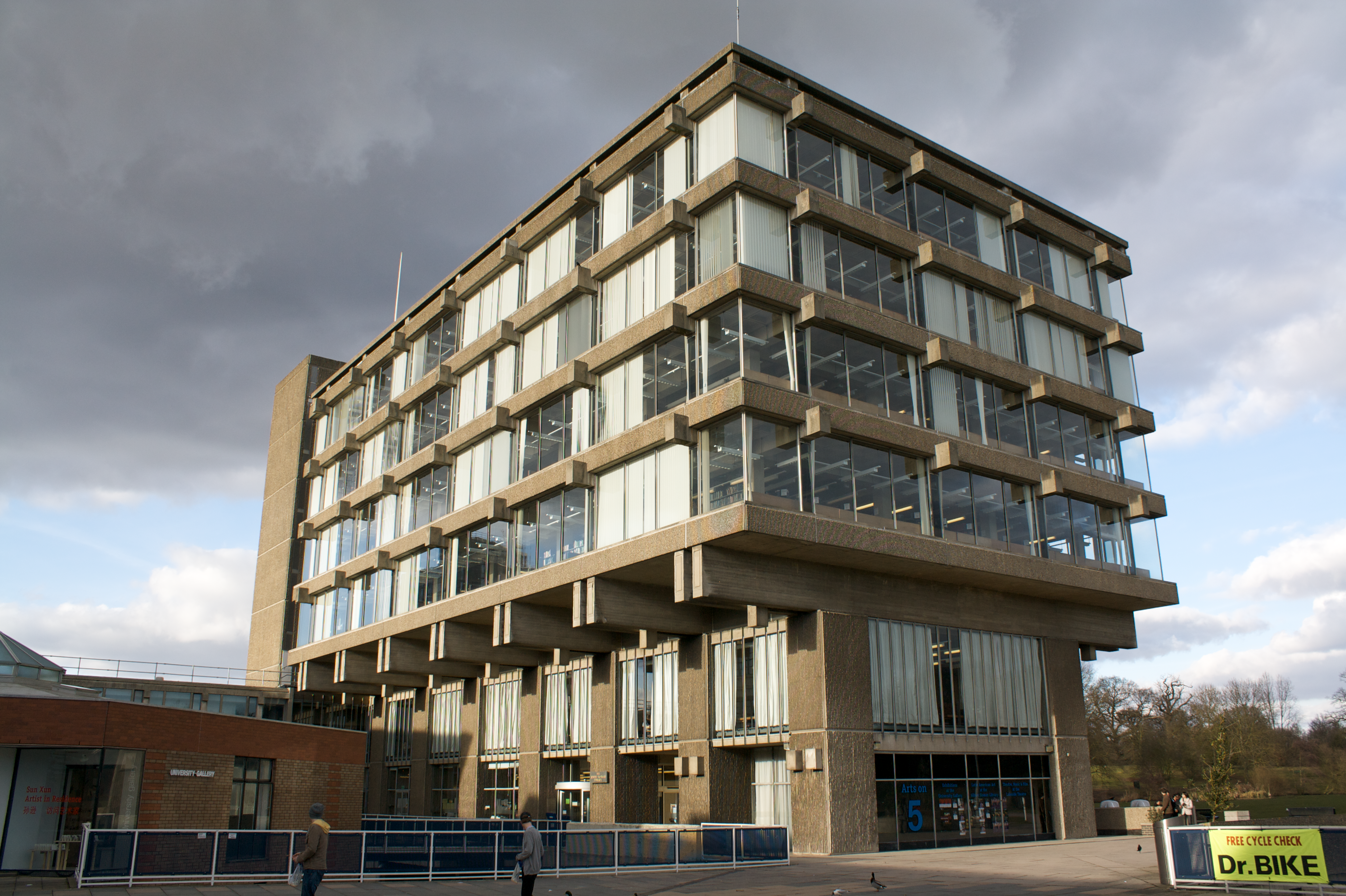

에식스 대학교(University of Essex)는 영국 잉글랜드 콜체스터에 위치한 공립 종합대학이다.
에식스 대학교는 1960년대 설립된 영국의 아홉 개 대학 중 하나로, 1964년 122명의 학생과 28명의 교수진, 일곱 개의 학과를 지닌 채 개교하였다. 주 캠퍼스는 런던에서 기차로 50분 거리에 있는 영국에서 가장 오래된 도시인 콜체스터 근교의 위벤호 파크(Wivenhoe Park)에 자리 잡고 있다. 주 캠퍼스 외에, 로우턴(Loughton)에 있는 이스트15 배우학교(East 15 Acting School)가 에식스 대학교 소유이며, 남부 에식스의 사우스엔드온시(Southend-on-Sea)에 사우스엔드 캠퍼스가 2007년 문을 열었다.
대학의 주 도서관인 앨버트 슬로먼 도서관에서는 세계적으로 얼마 남지 않은 순환 엘리베이터(Paternoster lift)가 가동되고 있다. 영국의 19개 연구대학의 모임인 1994 그룹에 속해있다.

## 구성
에식스 대학교의 주 캠퍼스는 네 개의 학부, 18개의 학과, 그리고 대학원으로 구성되어 있다. 네 개의 학부는 인문학부, 법학-경영학부, 사회과학부, 그리고 과학-공학부이다.
2000년 에식스로 합병된 로우턴의 이스트15 배우학교(East 15 Acting Studio)에서 극장과 관련된 전공을 제공하며 2007년 문을 연 사우스엔드 캠퍼스에는 경영학과, 건강교육학과, 그리고 미술학과가 있다. 에식스 대학교는 또한 사회경제연구소(The Institute for Social and Economic Research)를 비롯한 각종 연구소를 보유하고 있다.

## 국내외 평가
에식스 대학교는 비교적 작은 학교임에도 연구업적평가(Research Assessment Exercise)에서 꾸준히 상위권을 기록하며, 2008년 종합순위에서는 평가 대상인 영국의 113개 대학 중 9위를 기록했다. 타임즈, 가디언, 인디펜던트 지가 매년 각자 산출하는 영국 국내 대학 순위에서는 보통 20위에 랭크된다.
학과 중에는 사회학, 정치학, 경제학과 같은 사회과학 분야와 철학, 언어학, 역사학 정도가 국제적인 수준에 올라 있다. 영국 정부의 2008년 대학 연구업적평가(RAE) 학과별 순위에서 정치학/국제학 1위, 사회학 4위, 경제학 4위를 기록했으며 그밖에 언어학 4위, 역사학 6위, 경제학 4위, 철학 10위를 기록했다. RAE 2008에서 경제학, 사회학, 정치학 세 가지 사회과학과에서 모두 최고등급(5*)을 기록한 대학교는 에식스가 유일하다. 에식스 대학교의 정치학과와 사회학과는 차후 신설된 최고등급인 6*으로 승격되었다.
2011년 타임즈의 영국대학 학과별 랭킹에서 정치학 5위, 언어학 8위, 사회학 8위, 철학 13위, 전자공학 15위를 기록했다. 학생만족도를 중점으로 순위를 매기는 가디언의 2011년 학과별 랭킹에서는 4위를 기록한 철학과와 전자공학과가 높은 평가를 받았다.

## 저명한 졸업생
- 크리스토퍼 피사리데스: 경제학자. 2010년 노벨 경제학상 수상자.
- 사이먼 크리츨리: 철학자. 사회연구를 위한 뉴스쿨 철학과 학장.
- 오스카르 아리아스: 코스타리카 대통령. 1987년 노벨평화상 수상자.
- 대니얼 리베스킨트 : 뉴욕 월드 트레이드 센터 타워 1을 설계한 건축가.
- 프리티 파텔 : 영국 내무부 장관
- 에르네스토 라클라우: 아르헨티나 태생의 정치 철학자.
- 벤 오크리: 북커상 수상 작가.
- 데이비드 예이츠: 두 편의 해리포터 영화를 감독한 영화감독.
- 디미트리 루펠: 슬로베니아의 정치인.
- 오경아: 정원 디자이너.

## 같이 보기
- 영국의 대학 목록